# The Buccaneer (1938)
The Buccaneer is een Amerikaanse avonturenfilm uit 1938 onder regie van Cecil B. DeMille. De film werd destijds uitgebracht onder de titel De boekanier.

## Verhaal
Tijdens de oorlog van 1812 pogen de Britten de stad New Orleans te veroveren. Dat is buiten de zeerover Jean Lafitte gerekend. Hij strijdt aan de zijde van de koloniën en maakt intussen zowel de adellijke Anette de Remy als de bevallige Gretchen het hof.

## Rolverdeling
| Acteur             | Personage            |
| ------------------ | -------------------- |
| Fredric March      | Jean Lafitte         |
| Franciska Gaal     | Gretchen             |
| Akim Tamiroff      | Dominique You        |
| Margot Grahame     | Annette de Remy      |
| Walter Brennan     | Ezra Peavey          |
| Ian Keith          | Senator Crawford     |
| Anthony Quinn      | Beluche              |
| Douglass Dumbrille | Gouverneur Claiborne |
| Beulah Bondi       | Tante Charlotte      |
| Robert Barrat      | Kapitein Brown       |
| Fred Kohler        | Gramby               |
| Hugh Sothern       | Generaal Jackson     |
| John Rogers        | Mouse                |
| Hans Steinke       | Tarsus               |
| Stanley Andrews    | Tolbeambte           |
| Terry              | hond                 |